# Limnephilus partitus
Limnephilus partitus är en nattsländeart som beskrevs av Walker 1852. Limnephilus partitus ingår i släktet Limnephilus och familjen husmasknattsländor. Inga underarter finns listade i Catalogue of Life.